# 오이타 합동 신문

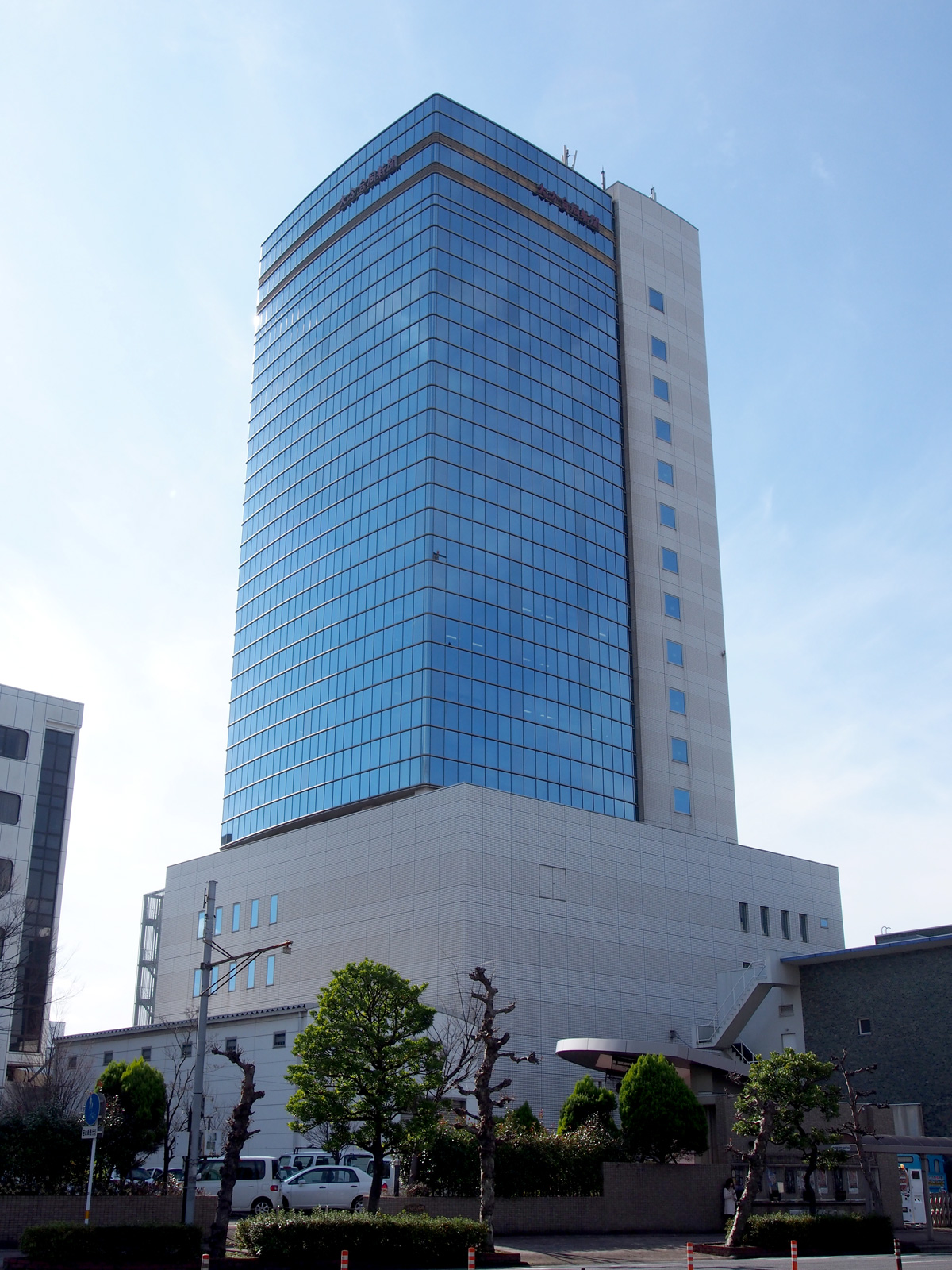
오이타 합동 신문 본사

오이타 합동 신문(大分合同新聞)은 오이타현에서 발행되는 일간지이다. 1942년 4월 3일에 창간하였다. 본사는 오이타현 오이타시 후나이마치 3-9-15에 위치하고 있다.